# Кредитна бульбашка
Кредитна бульбашка — різновид «мильних» економічних бульбашок. Вона проявляється на стадіях зростання тривалих економічних циклів, коли збільшення обсягу грошових ресурсів та низьких відсоткових ставок випереджають темпи то зростає боргова маса понад зростанням економічного обороту. При тому підвищення пропозицій боргового фінансування та прагнення кредиторів стримати дохідність бізнесу зумовлює зниження вимогливості до позичальників, послаблення критеріїв кредитного ризику, згідно з якими надаються кредити, розміщуються облігації, тощо.
Коли кредит вичерпує себе, або якщо ставлять високі ставки кредитна бульбашка лопається. Також причиною розриву кредитних бульбашок є зростання кредитних втрат. Кредитні втрати в одному секторі призводять до спотворення умов кредитування у всіх секторах та до спаду фондового ринку.
Сучасний економічний словник описує «мильну бульбашку» як ненадійну фірму чи справу, операцію, яка закінчується крахом, банкрутством. Ще «мильну бульбашку» асоціюють з фінансовою «пірамідою»[джерело?].
Вкладання кредитних коштів у спекулятивні операції сприяє утворенню в світі «боргової бульбашки»: кожен долар на шляху до об'єкта інвестування обростає ще двома кредитними доларами. Така конструкція може зберігати рівновагу лише в умовах дуже швидкого зростання: коли ваш долар і два кредитних перетворюються в три ваших і два кредитних.

## Природа фінансових «бульбашок»
В економічному сенсі «булька» визначається як період часу, що почався з позначеного мінімуму до значного максимуму та характеризується тривалим зростанням цін з наступним крахом чи значним падінням. Прагнення капіталістів до економії через скорочення зарплати, викликає породження бульбашки. Результатом економії на зарплаті зменшується платоспроможний попит і нові продукти ні для кого виробляти. Таким чином, криза, породжена «бульбашкою», відрізняється від класичної кризи надвиробництва тим, що надвиробництва товарів кінцевого попиту поки ще немає, непотрібними виявляються не товари, а машини для їх виробництва.
Історія «фінансових бульбашок» і крахів повторюється впродовж століть і в багатьох країнах практично без змін своїх загальних характеристик, а саме:
1. привабливість інвестиції з хорошим потенційним прибутком надалі приводить до збільшення обсягів інвестицій, часто із залученням кредитування, і отримання їх з нових джерел, у тому числі від міжнародних інвесторів, що спричиняє зростання цін;
2. «бульбашка» з'являється поступово на фоні збільшення виробництва і продажів на відносно оптимістично налаштованому ринку;
3. на даному етапі поведінка учасників ринку вже практично ніяк не пов'язана з реальною дохідністю виробництва ;
4. це у свою чергу приваблює менш обізнаних інвесторів і, на додаток, кредитування продовжує збільшуватися при невеликих реальних внесках (невеликій маржі), що призводить до того, що попит на акції зростає швидше, ніж темпи, з якими реальні гроші надходять на ринок;
5. оскільки ціни здіймаються до хмар, число нових інвесторів, які входять на спекулятивний ринок, скорочується, і ринок переходить у фазу підвищеної стурбованості, що триває доти, доки нестабільність не стає очевидною і ринок обвалюється.